# Gillian Tans
Gillian Tans est une femme d'affaires néerlandaise qui a été présidente-directrice générale de Booking.com entre avril 2016 et juin 2019. Elle était chargée de la stratégie globale et des opérations de Booking.com ainsi que de la gestion de toutes les entités du groupe.

## Carrière
Quand Gillian Tans a rejoint Booking.com en 2002, la société possède seulement une petite structure à Amsterdam. Elle a indiqué que « Par le passé, j'ai souvent visité Barcelone et Berlin puisque notre bureau en dehors de notre siège à Amsterdam était à Barcelone. Ici notre équipe entière travaillait  dans un immeuble d'habitations. En fait, j'ai créé une chambre dans mon bureau parce que nous cherchions des partenaires à vendre sur Booking.com et nous étions très attentifs à nos dépenses. Je passais une semaine par mois dans ce bureau pour lancer notre affaire en Espagne. »
Pendant sa gouvernance, Booking.com a employé plus de 10 000 personnes dans 174 bureaux dans le monde.
Gillian Tans a commencé sa carrière à Hershey Entertainment and Resorts à Hershey en Pennsylvanie et est diplômée de l'Hotel Management School à Middelbourg aux Pays-Bas. Elle parle anglais, néerlandais, allemand et français.
Gillian Tans a été classée par le groupe Inspiring Fifty sur leur liste des 50 femmes néerlandaises les plus influentes dans le domaine des technologies.